# Петрухин, Николай Алексеевич
Николай Алексеевич Петрухин (15 мая 1943 — 28 октября 2023) — советский государственный и партийный деятель, первый секретарь Коломенского горкома КПСС (1986—1990).

## Биография
Родился 15 мая 1943 года в деревне Ульяновке Коломенского района. В 1950 году переехал с родителями в Коломну.
После окончания школы с 22 октября 1960 года работал на Коломенском тепловозостроительном заводе учеником токаря-карусельщика, токарем-карусельщиком 1, 2 и 3-го разрядов. Без отрыва от производства учился в институте.
С мая 1966 года работал в ОТК контролёром-приёмщиком 5-го разряда. С ноября 1967 года инженер-технолог.
С сентября 1971 по июль 1972 года главный механик ССМУ-53 треста «Мособлэлектромонтаж».
С июля 1972 года инструктор промышленного отдела Коломенского горкома КПСС. С 1975 года председатель Коломенского городского совета профессиональных союзов. В 1979—1980 годах начальник планово-экономического отдела Коломенского тепловозостроительного завода.
19 ноября 1980 года избран вторым секретарём ГК КПСС. С 1983 года председатель Коломенского горисполкома.
С 16 декабря 1986 по 1 марта 1990 года 1-й секретарь Коломенского горкома КПСС.
Затем работал начальником финансового управления горисполкома, начальником государственной налоговой инспекции по Коломне, директором Коломенского филиала КБ «Балчуг», с 1997 года — начальником Коломенской регистрационной палаты, после выхода на пенсию — советником генерального директора компании «РК-Газсетьсервис».
Решением Совета депутатов от 07.06.2013. присвоено звание «Почётный гражданин города Коломны».